# بوطاليا سميكة
بوطاليا سميكة (الاسم العلمي:Potalia crassa) هي نوع من النباتات يتبع جنس البوطاليا من الفصيلة الجنطيانية.